# 江蘇南京テレビ塔

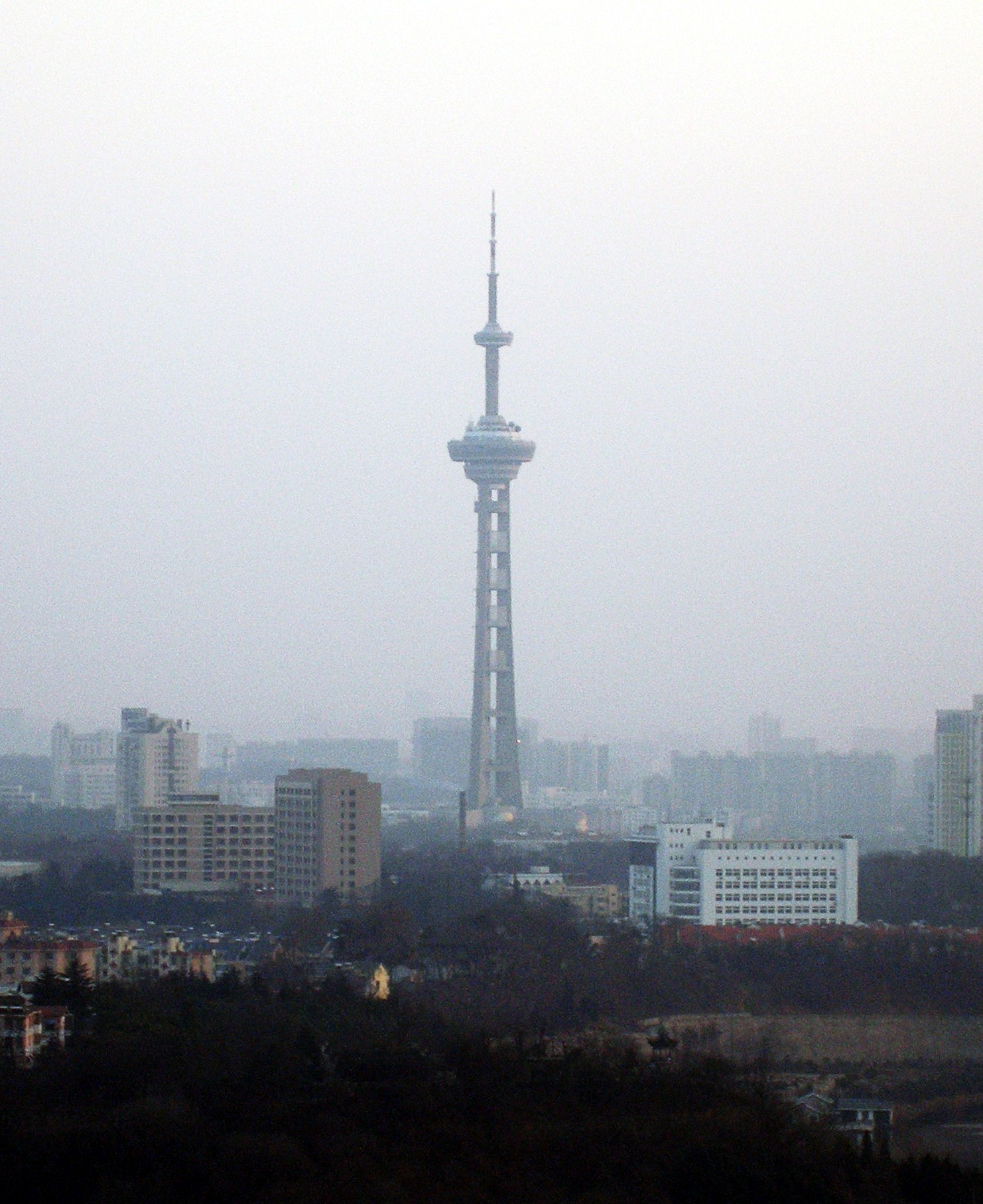

江蘇南京テレビ塔（こうそなんきんテレビとう、江苏南京广播电视塔）は、中華人民共和国の南京市鼓楼区に位置する、1996年に建てられた塔である。アンテナ最頂部までの高さは318.5mである。